# 해피타임 11시입니다
해피타임 11시입니다는 2005년 4월 25일부터 2015년 11월 15일까지 10년간 춘천MBC FM4U(춘천 FM 94.5MHz, 인제 FM 98.3MHz)에서 매일 오전 11시부터 낮 12시까지 방송했던 대중음악 전문 라디오 프로그램이다.

## DJ
- 이호석 방송인

## 같이 보기
- 춘천문화방송
- 춘천MBC FM4U
- 이루마의 골든디스크

| 춘천MBC FM4U          |                     |                            |
| 이전                  | 해피타임 11시입니다 | 다음                       |
| 오늘아침 정지영입니다 | 해피타임 11시입니다 | 정오의 희망곡 박수현입니다 |
| 오전 9시 ~ 오전 11시  | 오전 11시 ~ 낮 12시 | 낮 12시 ~ 오후 2시         |
| 전국방송              | 춘천권 방송         | 강원도 전지역 방송         |